# Hemilecanium theobromae
Hemilecanium theobromae är en insektsart som beskrevs av Robert Newstead 1908. Hemilecanium theobromae ingår i släktet Hemilecanium och familjen skålsköldlöss. Inga underarter finns listade i Catalogue of Life.